# Championnats du monde de cyclisme sur piste 2020
Navigation
2019 2021

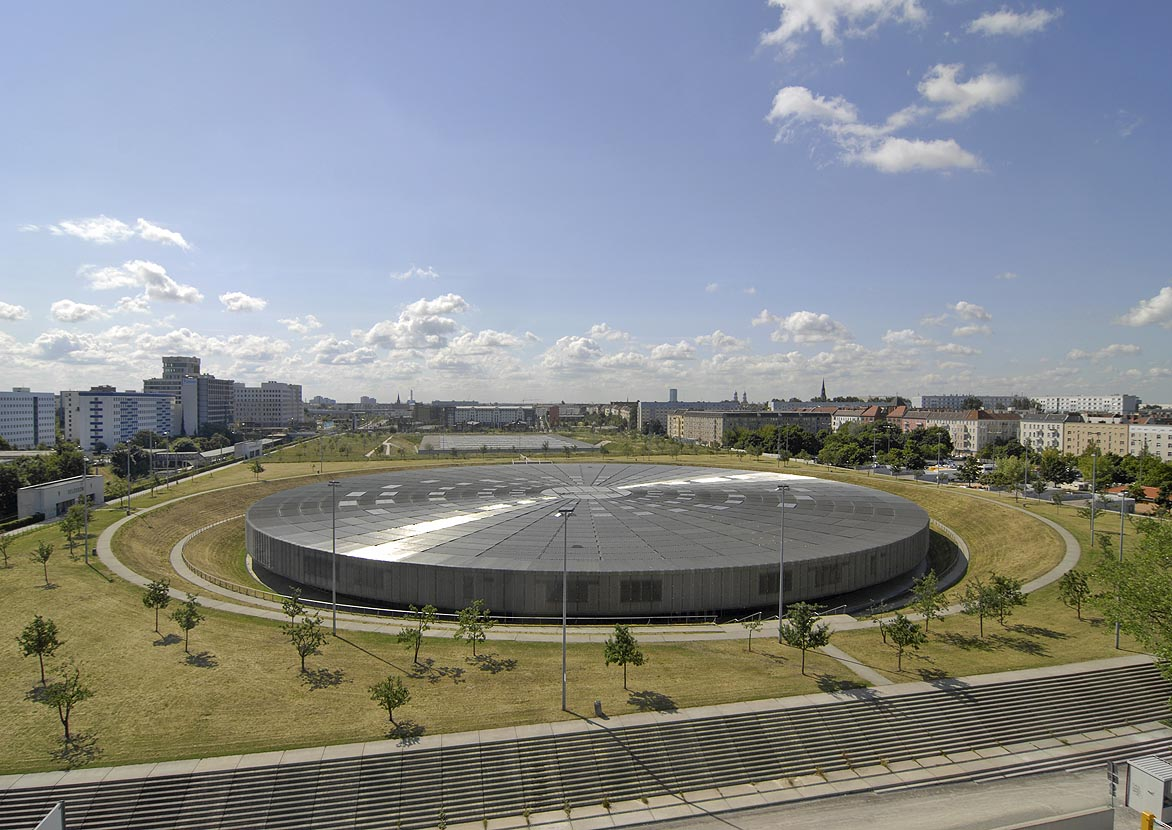
Le Velodrom de Berlin.

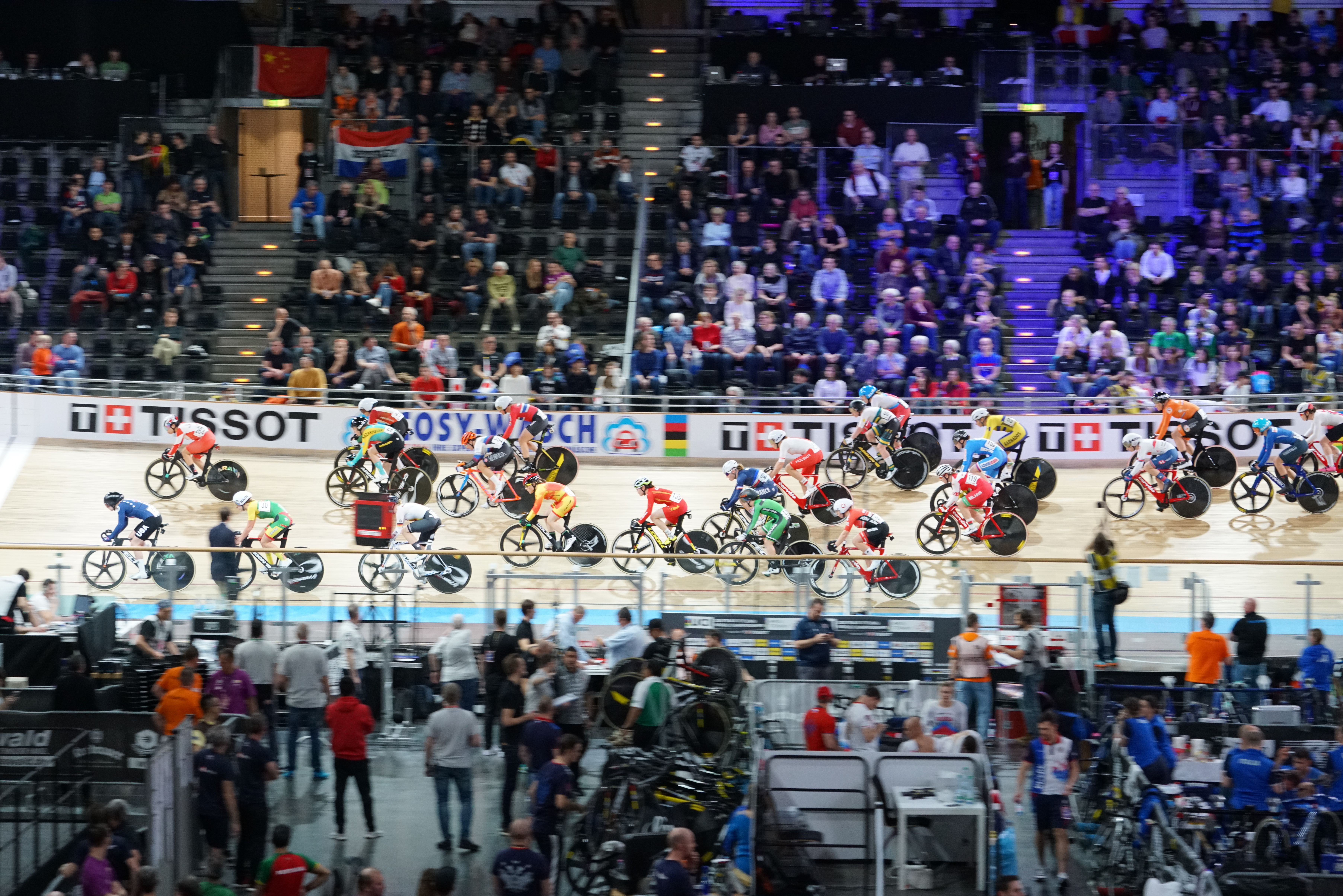
Le peloton de la course scratch féminine de ces mondiaux.

Les championnats du monde de cyclisme sur piste 2020 se déroulent du 26 février au 1er mars 2020 au Velodrom de Berlin en Allemagne. 20 épreuves sont au programme, comme lors des mondiaux précédents.
Le vélodrome a déjà été le théâtre des championnats du monde en 1999.
169 hommes et 228 femmes de 46 pays sont qualifiés. Par rapport aux mondiaux 2019 de Pruszków, l'Argentine, le Brésil et le Chili ne sont pas représentés, tandis que l'Inde et la Lettonie font leur retour. Environ 20 000 spectateurs ont fréquenté le vélodrome pendant les cinq jours de compétition.

## Programme
Le programme des compétitions est le suivant (les finales sont en jaune) :
| Date       | Horaire | Tour                                                       |
| ---------- | ------- | ---------------------------------------------------------- |
| 26 février | 13 h 00 | Femmes - poursuite par équipes - qualification             |
| 26 février | 13 h 00 | Hommes - poursuite par équipes - qualification             |
| 26 février | 18 h 30 | Femmes - vitesse par équipes - qualification               |
| 26 février | 18 h 30 | Hommes - vitesse par équipes - qualification               |
| 26 février | 18 h 30 | Femmes - scratch - finale                                  |
| 26 février | 18 h 30 | Femmes - vitesse par équipes - 1er tour                    |
| 26 février | 18 h 30 | Hommes - vitesse par équipes - 1er tour                    |
| 26 février | 18 h 30 | Hommes - poursuite par équipes - 1er tour                  |
| 26 février | 18 h 30 | Femmes - vitesse par équipes - finale                      |
| 26 février | 18 h 30 | Hommes - vitesse par équipes - finale                      |
| 27 février | 14 h 30 | Hommes - keirin - 1er tour, repêchage, 2e tour             |
| 27 février | 14 h 30 | Femmes - vitesse individuelle - qualification, 1/16e, 1/8e |
| 27 février | 18 h 30 | Femmes - poursuite par équipes - 1er tour                  |
| 27 février | 18 h 30 | Femmes - vitesse individuelle - 1/4 de finale              |
| 27 février | 18 h 30 | Hommes - keirin - 3e tour                                  |
| 27 février | 18 h 30 | Hommes - poursuite par équipes - finale                    |
| 27 février | 18 h 30 | Hommes - scratch - finale                                  |
| 27 février | 18 h 30 | Hommes - keirin - finale                                   |
| 27 février | 18 h 30 | Femmes - poursuite par équipes - finale                    |
| 28 février | 15 h 00 | Femmes - omnium : scratch et course tempo                  |
| 28 février | 15 h 00 | Hommes - kilomètre - qualification                         |
| 28 février | 15 h 00 | Hommes - poursuite individuelle - qualification            |
| 28 février | 18 h 30 | Hommes - course aux points                                 |
| 28 février | 18 h 30 | Femmes - vitesse individuelle - 1/2 finales                |
| 28 février | 18 h 30 | Femmes - omnium : course par élimination                   |
| 28 février | 18 h 30 | Hommes - kilomètre - finale                                |
| 28 février | 18 h 30 | Hommes - poursuite individuelle - finale                   |
| 28 février | 18 h 30 | Femmes - vitesse individuelle - finale                     |
| 28 février | 18 h 30 | Femmes - omnium : course aux points                        |

| Date       | Horaire | Tour                                                       |
| ---------- | ------- | ---------------------------------------------------------- |
| 29 février | 11 h 00 | Femmes - 500 mètres - qualification                        |
| 29 février | 11 h 00 | Hommes - vitesse individuelle - qualification, 1/16e, 1/8e |
| 29 février | 11 h 00 | Hommes - omnium : scratch et course tempo                  |
| 29 février | 11 h 00 | Femmes - poursuite individuelle - qualification            |
| 29 février | 16 h 30 | Femmes - 500 mètres - finale                               |
| 29 février | 16 h 30 | Hommes - vitesse individuelle - 1/4 de finale              |
| 29 février | 16 h 30 | Femmes - course à l'américaine                             |
| 29 février | 16 h 30 | Hommes - omnium : course par élimination                   |
| 29 février | 16 h 30 | Femmes - poursuite individuelle - finale                   |
| 29 février | 16 h 30 | Hommes - omnium : course aux points                        |
| 1er mars   | 11 h 00 | Hommes - vitesse individuelle - 1/2 finales                |
| 1er mars   | 11 h 00 | Femmes - keirin, - 1er tour, repêchage                     |
| 1er mars   | 14 h 00 | Femmes - course aux points                                 |
| 1er mars   | 14 h 00 | Hommes - vitesse individuelle - finales                    |
| 1er mars   | 14 h 00 | Femmes - keirin, 2e tour                                   |
| 1er mars   | 14 h 00 | Hommes - course à l'américaine                             |
| 1er mars   | 14 h 00 | Femmes - keirin, - 3e tour                                 |
| 1er mars   | 14 h 00 | Femmes - keirin - finales                                  |

## Médaillés

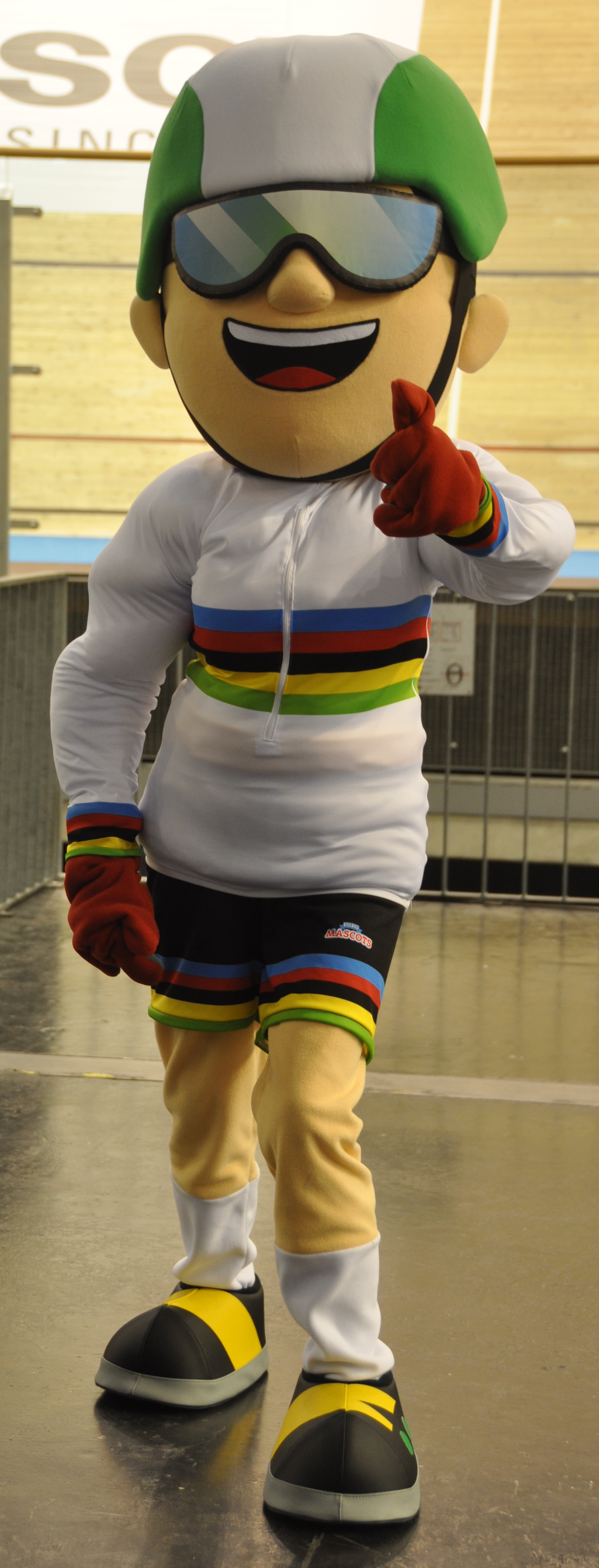
Tracky, la mascotte des championnats.

- (q) signifie que le coureur n'a pas participé à la finale pour la médaille, mais à un tour qualificatif.

### Hommes
| Épreuves                                       | Or                                                                              | Or                  | Argent                                                                                  | Argent         | Bronze                                                                                      | Bronze         |
| ---------------------------------------------- | ------------------------------------------------------------------------------- | ------------------- | --------------------------------------------------------------------------------------- | -------------- | ------------------------------------------------------------------------------------------- | -------------- |
| Kilomètre contre-la-montre résultats détaillés | Sam Ligtlee                                                                     | 59 s 495            | Quentin Lafargue                                                                        | 59 s 749       | Michael d'Almeida                                                                           | 1 min 0 s 103  |
| Keirin résultats détaillés                     | Harrie Lavreysen                                                                |                     | Yuta Wakimoto                                                                           |                | Azizulhasni Awang                                                                           |                |
| Vitesse individuelle résultats détaillés       | Harrie Lavreysen                                                                |                     | Jeffrey Hoogland                                                                        |                | Azizulhasni Awang                                                                           |                |
| Vitesse par équipes résultats détaillés        | Pays-Bas Roy van den Berg Harrie Lavreysen Jeffrey Hoogland Matthijs Büchli (q) | 41 s 225 (RM)       | Grande-Bretagne Ryan Owens Jack Carlin Jason Kenny                                      | 42 s 400       | Australie Thomas Cornish Nathan Hart Matthew Richardson                                     | 42 s 829       |
| Poursuite individuelle résultats détaillés     | Filippo Ganna                                                                   |                     | Ashton Lambie                                                                           |                | Corentin Ermenault                                                                          |                |
| Poursuite par équipes résultats détaillés      | Danemark Lasse Norman Hansen Julius Johansen Frederik Madsen Rasmus Pedersen    | 3 min 44 s 672 (RM) | Nouvelle-Zélande Campbell Stewart Corbin Strong Aaron Gate Jordan Kerby Regan Gough (q) | 3 min 49 s 713 | Italie Simone Consonni Filippo Ganna Francesco Lamon Jonathan Milan Michele Scartezzini (q) | 3 min 47 s 511 |
| Course aux points résultats détaillés          | Corbin Strong                                                                   | 58 pts              | Sebastián Mora                                                                          | 40 pts         | Roy Eefting                                                                                 | 36 pts         |
| Américaine résultats détaillés                 | Danemark Lasse Norman Hansen Michael Mørkøv                                     | 62 pts              | Nouvelle-Zélande Campbell Stewart Aaron Gate                                            | 33 pts         | Allemagne Roger Kluge Theo Reinhardt                                                        | 32 pts         |
| Scratch résultats détaillés                    | Yauheni Karaliok                                                                |                     | Simone Consonni                                                                         |                | Sebastián Mora                                                                              |                |
| Omnium résultats détaillés                     | Benjamin Thomas                                                                 | 158 pts             | Jan-Willem van Schip                                                                    | 135 pts        | Matthew Walls                                                                               | 117 pts        |

### Femmes

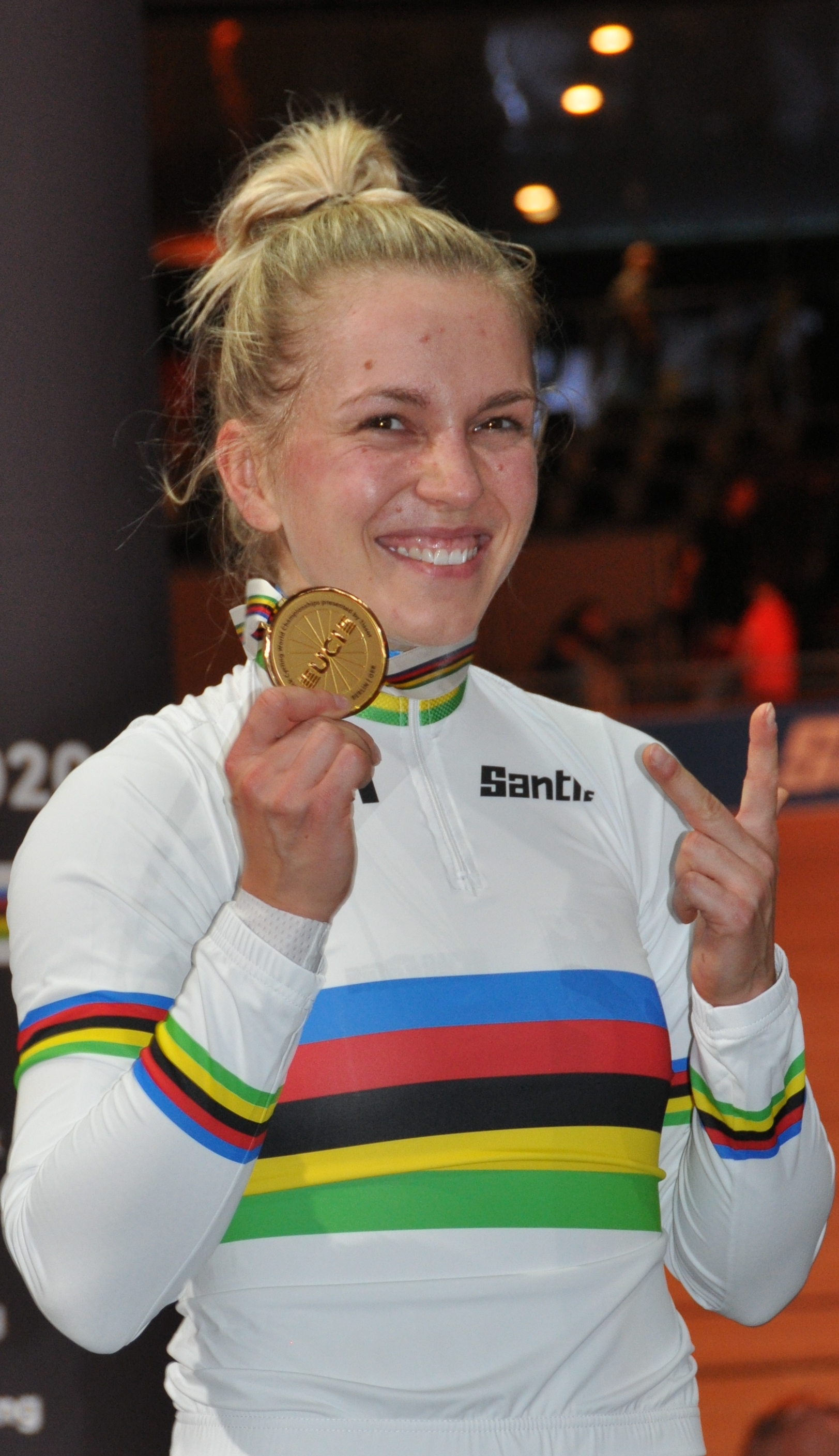
Emma Hinze remporte trois médailles d'or lors de ces championnats.

| Épreuves                                        | Or                                                                | Or                  | Argent                                                                                   | Argent         | Bronze                                                            | Bronze         |
| ----------------------------------------------- | ----------------------------------------------------------------- | ------------------- | ---------------------------------------------------------------------------------------- | -------------- | ----------------------------------------------------------------- | -------------- |
| 500 mètres contre-la-montre résultats détaillés | Lea Friedrich                                                     | 33 s 121            | Jessica Salazar                                                                          | 33 s 154       | Miriam Vece                                                       | 33 s 171       |
| Keirin résultats détaillés                      | Emma Hinze                                                        |                     | Lee Hye-jin                                                                              |                | Stephanie Morton                                                  |                |
| Vitesse individuelle résultats détaillés        | Emma Hinze                                                        |                     | Anastasiia Voinova                                                                       |                | Lee Wai Sze                                                       |                |
| Vitesse par équipes résultats détaillés         | Allemagne Pauline Grabosch Emma Hinze Lea Friedrich (q)           | 32 s 163            | Australie Kaarle McCulloch Stephanie Morton                                              | 32 s 384       | Chine Chen Feifei Zhong Tianshi                                   | 32 s 371       |
| Poursuite résultats détaillés                   | Chloé Dygert                                                      | 3 min 16 s 937 (RM) | Lisa Brennauer                                                                           | 3 min 23 s 229 | Franziska Brauße                                                  | 3 min 24 s 284 |
| Poursuite par équipes résultats détaillés       | États-Unis Jennifer Valente Chloé Dygert Emma White Lily Williams | 4 min 11 s 235      | Grande-Bretagne Elinor Barker Katie Archibald Ellie Dickinson Neah Evans Laura Kenny (q) | 4 min 13 s 129 | Allemagne Franziska Brauße Lisa Brennauer Lisa Klein Gudrun Stock | 4 min 12 s 964 |
| Course aux points résultats détaillés           | Elinor Barker                                                     | 50 pts              | Jennifer Valente                                                                         | 33 pts         | Anita Stenberg                                                    | 34 pts         |
| Américaine résultats détaillés                  | Pays-Bas Kirsten Wild Amy Pieters                                 | 36 pts              | France Clara Copponi Marie Le Net                                                        | 24 pts         | Italie Letizia Paternoster Elisa Balsamo                          | 20 pts         |
| Scratch résultats détaillés                     | Kirsten Wild                                                      |                     | Jennifer Valente                                                                         |                | Maria Martins                                                     |                |
| Omnium résultats détaillés                      | Yumi Kajihara                                                     | 121 pts             | Letizia Paternoster                                                                      | 109 pts        | Daria Pikulik                                                     | 100 pts        |

## Résultats détaillés

### Hommes

#### Kilomètre
- Finale[5]

| Pos                | Nom                 | Pays             | Temps    | Écart  | Notes |
| ------------------ | ------------------- | ---------------- | -------- | ------ | ----- |
| Médaille d'or      | Sam Ligtlee         | Pays-Bas         | 59.495   |        |       |
| Médaille d'argent  | Quentin Lafargue    | France           | 59.749   | +0.254 |       |
| Médaille de bronze | Michaël D'Almeida   | France           | 1:00.103 | +0.608 |       |
| 4                  | Vincent De Haître   | Canada           | 1:00.119 | +0.624 |       |
| 5                  | Theo Bos            | Pays-Bas         | 1:00.330 | +0.835 |       |
| 6                  | Maximilian Dörnbach | Allemagne        | 1:00.600 | +1.105 |       |
| 7                  | Nicholas Kergozou   | Nouvelle-Zélande | 1:00.707 | +1.212 |       |
| 8                  | Muhammad Mohd Zonis | Malaisie         | 1:00.895 | +1.400 |       |

#### Keirin
- Finale[10]

| Pos                | Nom               | Pays            | Temps  | Notes |
| ------------------ | ----------------- | --------------- | ------ | ----- |
| Médaille d'or      | Harrie Lavreysen  | Pays-Bas        |        |       |
| Médaille d'argent  | Yuta Wakimoto     | Japon           | +0.036 |       |
| Médaille de bronze | Azizulhasni Awang | Malaisie        | +0.108 |       |
| 4                  | Jack Carlin       | Grande-Bretagne | +0.348 |       |
| 5                  | Stefan Bötticher  | Allemagne       | +0.668 |       |
| 6                  | Sergey Ponomaryov | Kazakhstan      | +1.148 |       |

- Petite finale

| Pos | Nom              | Pays            | Temps           | Notes           |
| --- | ---------------- | --------------- | --------------- | --------------- |
| 7   | Jeffrey Hoogland | Pays-Bas        |                 |                 |
| 8   | Jason Kenny      | Grande-Bretagne | +0.082          |                 |
| 9   | Rayan Helal      | France          | +0.868          |                 |
| 10  | Sébastien Vigier | France          | +3.278          |                 |
| 11  | Matthijs Büchli  | Pays-Bas        | N'a pas terminé | N'a pas terminé |
| 12  | Yudai Nitta      | Japon           | Disqualifié     | Disqualifié     |

#### Vitesse individuelle
- Finales[16]

| Manche                           | Nom               | Pays     | 1re manche | 2e manche | 3e manche |
| -------------------------------- | ----------------- | -------- | ---------- | --------- | --------- |
| Match pour la médaille d'or      |                   |          |            |           |           |
| Médaille d'or                    | Harrie Lavreysen  | Pays-Bas | X          | X         |           |
| Médaille d'argent                | Jeffrey Hoogland  | Pays-Bas | +0.064     | +0.195    |           |
| Match pour la médaille de bronze |                   |          |            |           |           |
| Médaille de bronze               | Azizulhasni Awang | Malaisie | X          | X         |           |
| 4                                | Mateusz Rudyk     | Pologne  | +0.000     | +0.853    |           |

#### Vitesse par équipes
- Finales[19]

| Pos                              | Pays                                                        | Temps  | Écart  | Notes |
| -------------------------------- | ----------------------------------------------------------- | ------ | ------ | ----- |
| Match pour la médaille d'or      |                                                             |        |        |       |
| Médaille d'or                    | Pays-Bas Roy van den Berg Harrie Lavreysen Jeffrey Hoogland | 41.225 |        | RM    |
| Médaille d'argent                | Grande-Bretagne Ryan Owens Jack Carlin Jason Kenny          | 42.400 | +1.175 |       |
| Match pour la médaille de bronze |                                                             |        |        |       |
| Médaille de bronze               | Australie Thomas Cornish Nathan Hart Matthew Richardson     | 42.829 |        |       |
| 4                                | France Grégory Baugé Sébastien Vigier Quentin Lafargue      | 43.213 | +0.384 |       |

#### Poursuite individuelle
- Finales[21]

| Course pour la médaille d'or      |                    |            |          |        |
| Médaille d'or                     | Filippo Ganna      | Italie     | 4:03.875 |        |
| Médaille d'argent                 | Ashton Lambie      | États-Unis | 4:08.048 | +4.163 |
| Course pour la médaille de bronze |                    |            |          |        |
| Médaille de bronze                | Corentin Ermenault | France     | 4:09.921 |        |
| 4                                 | Jonathan Milan     | Italie     | 4:13.167 | +3.146 |

#### Poursuite par équipes
- Finales[23]

| Pos                              | Pays                                                                            | Temps    | Écart  | Notes |
| -------------------------------- | ------------------------------------------------------------------------------- | -------- | ------ | ----- |
| Match pour la médaille d'or      |                                                                                 |          |        |       |
| Médaille d'or                    | Danemark Lasse Norman Hansen Julius Johansen Frederik Rodenberg Rasmus Pedersen | 3:44.672 |        | RM    |
| Médaille d'argent                | Nouvelle-Zélande Campbell Stewart Corbin Strong Aaron Gate Jordan Kerby         | 3:49.713 | +5.041 |       |
| Match pour la médaille de bronze |                                                                                 |          |        |       |
| Médaille de bronze               | Italie Simone Consonni Filippo Ganna Francesco Lamon Jonathan Milan             | 3:47.511 |        |       |
| 4                                | Australie Leigh Howard Luke Plapp Alexander Porter Sam Welsford                 | rejoint  |        |       |

#### Course aux points
| Pos                | Nom                   | Pays             | Points au tour  | Points au sprint | Total           |
| ------------------ | --------------------- | ---------------- | --------------- | ---------------- | --------------- |
| Médaille d'or      | Corbin Strong         | Nouvelle-Zélande | 40              | 18               | 58              |
| Médaille d'argent  | Sebastián Mora        | Espagne          | 20              | 20               | 40              |
| Médaille de bronze | Roy Eefting           | Pays-Bas         | 20              | 16               | 36              |
| 4                  | Wojciech Pszczolarski | Pologne          | 20              | 12               | 32              |
| 5                  | Viktor Manakov        | Russie           | 20              | 9                | 29              |
| 6                  | Raman Ramanau         | Biélorussie      | 20              | 6                | 26              |
| 7                  | Kenny De Ketele       | Belgique         | 0               | 20               | 20              |
| 8                  | Bryan Coquard         | France           | 0               | 13               | 13              |
| 9                  | Michele Scartezzini   | Italie           | 0               | 12               | 12              |
| 10                 | Cyrille Thièry        | Suisse           | 0               | 12               | 12              |
| 11                 | Ignacio Sarabia       | Mexique          | 0               | 10               | 10              |
| 12                 | Mark Stewart          | Grande-Bretagne  | 0               | 10               | 10              |
| 13                 | Moritz Malcharek      | Allemagne        | 0               | 6                | 6               |
| 14                 | Viktor Filutas        | Hongrie          | 0               | 5                | 5               |
| 15                 | Vitaliy Hryniv        | Ukraine          | 0               | 5                | 5               |
| 16                 | Christos Volikakis    | Grèce            | 0               | 3                | 3               |
| 17                 | Daniel Holloway       | États-Unis       | 0               | 3                | 3               |
| 18                 | Mark Downey           | Irlande          | 0               | 2                | 2               |
| 19                 | Stefan Mastaller      | Autriche         | 0               | 1                | 1               |
| 20                 | Michael Foley         | Canada           | 0               | 0                | 0               |
| 21                 | Roman Vassilenkov     | Kazakhstan       | 0               | 0                | 0               |
| 22                 | Yacine Chalel         | Algérie          | −20             | 2                | −18             |
| –                  | Nicolas Pietrula      | Tchéquie         | N'a pas terminé | N'a pas terminé  | N'a pas terminé |

#### Américaine
| Pos                | Pays                            | Nom                                       | Points au tour | Points au sprint  | Total             |
| ------------------ | ------------------------------- | ----------------------------------------- | -------------- | ----------------- | ----------------- |
| Médaille d'or      | Danemark                        | Lasse Norman Hansen Michael Mørkøv        | 20             | 42                | 62                |
| Médaille d'argent  | Nouvelle-Zélande                | Campbell Stewart Aaron Gate               | 0              | 33                | 33                |
| Médaille de bronze | Allemagne                       | Roger Kluge Theo Reinhardt                | 0              | 32                | 32                |
| 4                  | Pays-Bas                        | Jan-Willem van Schip Yoeri Havik          | 0              | 29                | 29                |
| 5                  | Belgique                        | Kenny De Ketele Robbe Ghys                | 0              | 23                | 23                |
| 6                  | France                          | Benjamin Thomas Donavan Grondin           | 0              | 14                | 14                |
| 7                  | Italie                          | Elia Viviani Simone Consonni              | 0              | 11                | 11                |
| 8                  | Suisse                          | Théry Schir Robin Froidevaux              | 0              | 9                 | 9                 |
| 9                  | Grande-Bretagne                 | Ethan Hayter Oliver Wood                  | 0              | 9                 | 9                 |
| 10                 | Espagne                         | Sebastián Mora Albert Torres              | 0              | 5                 | 5                 |
| 11                 | Irlande                         | Mark Downey Felix English                 | 0              | 3                 | 3                 |
| 12                 | Pologne                         | Daniel Staniszewski Wojciech Pszczolarski | 0              | 2                 | 2                 |
| 13                 | Autriche                        | Andreas Graf Andreas Müller               | −20            | 5                 | −15               |
| 14                 | Portugal                        | Iúri Leitão Ivo Oliveira                  | −20            | 3                 | −17               |
| 15                 | Australie                       | Cameron Meyer Sam Welsford                | −40            | 7                 | −33               |
|                    | États-Unis                      | Daniel Holloway Adrian Hegyvary           | −20            | N'ont pas terminé | N'ont pas terminé |
| Hong Kong          | Cheung King Lok Leung Chun Wing | −20                                       |                | N'ont pas terminé | N'ont pas terminé |
| Biélorussie        | Raman Tsishkou Yauheni Karaliok | Pas au départ                             | Pas au départ  | Pas au départ     |                   |

#### Scratch
Le Biélorusse Yauheni Karaliok devient champion du monde du scratch pour la deuxième fois après 2018.
| Pos                | Nom                | Pays             | Tours |
| ------------------ | ------------------ | ---------------- | ----- |
| Médaille d'or      | Yauheni Karaliok   | Biélorussie      |       |
| Médaille d'argent  | Simone Consonni    | Italie           |       |
| Médaille de bronze | Sebastián Mora     | Espagne          |       |
| 4                  | Matthew Walls      | Grande-Bretagne  |       |
| 5                  | Roy Eefting        | Pays-Bas         |       |
| 6                  | Adrian Hegyvary    | États-Unis       |       |
| 7                  | Maximilian Beyer   | Allemagne        | −1    |
| 8                  | Ignacio Prado      | Mexique          | −1    |
| 9                  | Iúri Leitão        | Portugal         | −1    |
| 10                 | Guo Liang          | Chine            | −1    |
| 11                 | Felix English      | Irlande          | −1    |
| 12                 | Sam Welsford       | Australie        | −1    |
| 13                 | Christos Volikakis | Grèce            | −1    |
| 14                 | Krisztián Lovassy  | Hongrie          | −1    |
| 15                 | Daniel Babor       | Tchéquie         | −1    |
| 16                 | Roman Gladysh      | Ukraine          | −1    |
| 17                 | Yacine Chalel      | Algérie          | −1    |
| 18                 | Filip Prokopyszyn  | Pologne          | −1    |
| 19                 | Mow Ching Yin      | Hong Kong        | −1    |
| 20                 | Mauro Schmid       | Suisse           | −1    |
| 21                 | Alisher Zhumakan   | Kazakhstan       | −1    |
| 22                 | Stefan Matzner     | Autriche         | −1    |
| 23                 | Nicholas Kergozou  | Nouvelle-Zélande | −1    |
| 24                 | Andrey Sazanov     | Russie           | −1    |

#### Omnium
- Course aux points et classement final[30]

| Pos                | Nom                   | Pays             | Points au tour  | Points au sprint | Total           |
| ------------------ | --------------------- | ---------------- | --------------- | ---------------- | --------------- |
| Médaille d'or      | Benjamin Thomas       | France           | 20              | 26               | 158             |
| Médaille d'argent  | Jan-Willem van Schip  | Pays-Bas         | 20              | 11               | 135             |
| Médaille de bronze | Matthew Walls         | Grande-Bretagne  | 20              | 11               | 117             |
| 4                  | Roger Kluge           | Allemagne        | 0               | 3                | 97              |
| 5                  | Campbell Stewart      | Nouvelle-Zélande | 0               | 2                | 94              |
| 6                  | Cameron Meyer         | Australie        | 20              | 10               | 90              |
| 7                  | Gavin Hoover          | États-Unis       | 0               | 4                | 82              |
| 8                  | Lasse Norman Hansen   | Danemark         | 0               | 10               | 81              |
| 9                  | Elia Viviani          | Italie           | 0               | 9                | 79              |
| 10                 | Artyom Zakharov       | Kazakhstan       | 0               | 1                | 77              |
| 11                 | Eiya Hashimoto        | Japon            | 0               | 0                | 76              |
| 12                 | Derek Gee             | Canada           | 0               | 12               | 64              |
| 13                 | Daniel Staniszewski   | Pologne          | 0               | 3                | 59              |
| 14                 | Christos Volikakis    | Grèce            | 0               | 0                | 50              |
| 15                 | Théry Schir           | Suisse           | 0               | 6                | 42              |
| 16                 | Fabio Van den Bossche | Belgique         | 0               | 0                | 38              |
| 17                 | João Matias           | Portugal         | 0               | 0                | 36              |
| 18                 | Leung Ka Yu           | Hong Kong        | 0               | 0                | 21              |
| 19                 | Raman Tsishkou        | Biélorussie      | 0               | 0                | 20              |
| 20                 | Krisztián Lovassy     | Hongrie          | 0               | 10               | 18              |
| 21                 | Ignacio Prado         | Mexique          | 0               | 3                | 16              |
| 22                 | Guo Liang             | Chine            | 0               | 0                | 6               |
| 23                 | Illart Zuazubiskar    | Espagne          | 0               | 0                | 4               |
| –                  | Volodymyr Dzhus       | Ukraine          | N'a pas terminé | N'a pas terminé  | N'a pas terminé |

### Femmes

#### 500 mètres
- Finale[32]

| Pos                | Nom               | Pays      | Temps  | Écart  | Notes |
| ------------------ | ----------------- | --------- | ------ | ------ | ----- |
| Médaille d'or      | Lea Friedrich     | Allemagne | 33.121 |        |       |
| Médaille d'argent  | Jessica Salazar   | Mexique   | 33.154 | +0.033 |       |
| Médaille de bronze | Miriam Vece       | Italie    | 33.171 | +0.050 |       |
| 4                  | Pauline Grabosch  | Allemagne | 33.179 | +0.058 |       |
| 5                  | Anastasia Voynova | Russie    | 33.476 | +0.355 |       |
| 6                  | Daria Shmeleva    | Russie    | 33.494 | +0.373 |       |
| 7                  | Urszula Łoś       | Pologne   | 33.923 | +0.802 |       |
| 8                  | Kyra Lamberink    | Pays-Bas  | 34.004 | +0.883 |       |

#### Keirin
- Finale[37]

| Pos                | Nom              | Pays             | Temps  | Notes |
| ------------------ | ---------------- | ---------------- | ------ | ----- |
| Médaille d'or      | Emma Hinze       | Allemagne        |        |       |
| Médaille d'argent  | Lee Hye-jin      | Corée du Sud     | +0.128 |       |
| Médaille de bronze | Stephanie Morton | Australie        | +0.198 |       |
| 4                  | Lee Wai Sze      | Hong Kong        | +0.327 |       |
| 5                  | Ellesse Andrews  | Nouvelle-Zélande | +0.389 |       |
| 6                  | Lea Friedrich    | Allemagne        | +0.710 |       |

- Petite finale

| Pos | Nom                 | Pays             | Temps            | Notes            |
| --- | ------------------- | ---------------- | ---------------- | ---------------- |
| 7   | Laurine van Riessen | Pays-Bas         |                  |                  |
| 8   | Katy Marchant       | Grande-Bretagne  | +0.070           |                  |
| 9   | Mathilde Gros       | France           | +0.130           |                  |
| 10  | Madalyn Godby       | États-Unis       | +1:22.118        |                  |
| 11  | Nicky Degrendele    | Belgique         | +1:21.851        |                  |
| 12  | Natasha Hansen      | Nouvelle-Zélande | N'a pas terminée | N'a pas terminée |

#### Vitesse individuelle
- Finales[43]

| Manche                           | Nom               | Pays      | 1re manche | 2e manche | 3e manche |
| -------------------------------- | ----------------- | --------- | ---------- | --------- | --------- |
| Match pour la médaille d'or      |                   |           |            |           |           |
| Médaille d'or                    | Emma Hinze        | Allemagne | X          | X         |           |
| Médaille d'argent                | Anastasia Voynova | Russie    | +0.187     | +0.138    |           |
| Match pour la médaille de bronze |                   |           |            |           |           |
| Médaille de bronze               | Lee Wai Sze       | Hong Kong | X          | X         |           |
| 4                                | Kelsey Mitchell   | Canada    | +0.113     | +0.107    |           |

#### Vitesse par équipes
- Finales[46]

| Pos                              | Pays                                        | Temps  | Écart  | Notes |
| -------------------------------- | ------------------------------------------- | ------ | ------ | ----- |
| Match pour la médaille d'or      |                                             |        |        |       |
| Médaille d'or                    | Allemagne Pauline Grabosch Emma Hinze       | 32.163 |        |       |
| Médaille d'argent                | Australie Kaarle McCulloch Stephanie Morton | 32.384 | +0.221 |       |
| Match pour la médaille de bronze |                                             |        |        |       |
| Médaille de bronze               | Chine Chen Feifei Zhong Tianshi             | 32.371 |        |       |
| 4                                | Russie Daria Shmeleva Anastasia Voynova     | 32.466 | +0.095 |       |

#### Poursuite individuelle
- Finales[48]

| Course pour la médaille d'or      |                   |            |              |        |
| Médaille d'or                     | Chloé Dygert Owen | États-Unis | 3:16.937, RM |        |
| Médaille d'argent                 | Lisa Brennauer    | Allemagne  | 3:23.229     | +6.282 |
| Course pour la médaille de bronze |                   |            |              |        |
| Médaille de bronze                | Franziska Brauße  | Allemagne  | 3:24.284     |        |
| 4                                 | Lisa Klein        | Allemagne  | 3:26.342     | +1.058 |

#### Poursuite par équipes
- Finales[51]

| Pos                              | Pays                                                                             | Temps    | Écart  | Notes |
| -------------------------------- | -------------------------------------------------------------------------------- | -------- | ------ | ----- |
| Match pour la médaille d'or      |                                                                                  |          |        |       |
| Médaille d'or                    | États-Unis Jennifer Valente Chloé Dygert Owen Emma White Lily Williams           | 4:11.235 |        |       |
| Médaille d'argent                | Grande-Bretagne Elinor Barker Katie Archibald Ellie Dickinson Neah Evans         | 4:13.129 | +1.894 |       |
| Match pour la médaille de bronze |                                                                                  |          |        |       |
| Médaille de bronze               | Allemagne Franziska Brauße Lisa Brennauer Lisa Klein Gudrun Stock                | 4:12.964 |        |       |
| 4                                | Canada Allison Beveridge Jasmin Duehring Annie Foreman-Mackey Georgia Simmerling | 4:20.404 | +7.440 |       |

#### Course aux points
| Pos                | Nom                       | Pays            | Points au tour | Points au sprint | Total |
| ------------------ | ------------------------- | --------------- | -------------- | ---------------- | ----- |
| Médaille d'or      | Elinor Barker             | Grande-Bretagne | 40             | 10               | 50    |
| Médaille d'argent  | Jennifer Valente          | États-Unis      | 20             | 14               | 34    |
| Médaille de bronze | Anita Stenberg            | Norvège         | 20             | 13               | 33    |
| 4                  | Olga Zabelinskaya         | Ouzbékistan     | 20             | 11               | 31    |
| 5                  | Maria Giulia Confalonieri | Italie          | 20             | 10               | 30    |
| 6                  | Kirsten Wild              | Pays-Bas        | 20             | 9                | 29    |
| 7                  | Maria Novolodskaya        | Russie          | 20             | 5                | 25    |
| 8                  | Trine Schmidt             | Danemark        | 20             | 2                | 22    |
| 9                  | Tatsiana Sharakova        | Biélorussie     | 0              | 12               | 12    |
| 10                 | Lotte Kopecky             | Belgique        | 0              | 8                | 8     |
| 11                 | Hanna Solovey             | Ukraine         | 0              | 7                | 7     |
| 12                 | Victoire Berteau          | France          | 0              | 5                | 5     |
| 13                 | Amber Joseph              | Barbade         | 0              | 5                | 5     |
| 14                 | Jarmila Machačová         | Tchéquie        | 0              | 4                | 4     |
| 15                 | Alexandra Manly           | Australie       | 0              | 3                | 3     |
| 16                 | Maria Martins             | Portugal        | 0              | 2                | 2     |
| 17                 | Yang Qianyu               | Hong Kong       | 0              | 0                | 0     |
| 18                 | Léna Mettraux             | Suisse          | 0              | 0                | 0     |
| 19                 | Verena Eberhardt          | Autriche        | 0              | 0                | 0     |
| 20                 | Wiktoria Pikulik          | Pologne         | 0              | 0                | 0     |
| 21                 | Alice Sharpe              | Irlande         | 0              | 0                | 0     |
| 22                 | Irene Usabiaga            | Espagne         | 0              | 0                | 0     |
| 23                 | Sofía Arreola             | Mexique         | −20            | 1                | −19   |
| 24                 | Tereza Medvedová          | Slovaquie       | −40            | 0                | −40   |

#### Américaine
| Pos                | Nom                               | Pays            | Points au tour    | Points au sprint  | Total             |
| ------------------ | --------------------------------- | --------------- | ----------------- | ----------------- | ----------------- |
| Médaille d'or      | Kirsten Wild Amy Pieters          | Pays-Bas        |                   | 36                | 36                |
| Médaille d'argent  | Clara Copponi Marie Le Net        | France          |                   | 24                | 24                |
| Médaille de bronze | Letizia Paternoster Elisa Balsamo | Italie          |                   | 20                | 20                |
| 4                  | Jolien D'Hoore Lotte Kopecky      | Belgique        |                   | 13                | 13                |
| 5                  | Amalie Dideriksen Julie Leth      | Danemark        |                   | 12                | 12                |
| 6                  | Elinor Barker Neah Evans          | Grande-Bretagne |                   | 9                 | 9                 |
| 7                  | Daria Pikulik Wiktoria Pikulik    | Pologne         |                   | 9                 | 9                 |
| 8                  | Maria Novolodskaya Diana Klimova  | Russie          |                   | 4                 | 4                 |
| 9                  | Jennifer Valente Megan Jastrab    | États-Unis      |                   | 2                 | 2                 |
| 10                 | Franziska Brauße Lisa Klein       | Allemagne       | −20               | 5                 | −15               |
| 11                 | Lydia Boylan Lydia Gurley         | Irlande         | −20               | 3                 | −17               |
| 12                 | Ganna Solovei Anna Nahirna        | Ukraine         | −20               | 0                 | −20               |
| 13                 | Léna Mettraux Aline Seitz         | Suisse          | −20               | 0                 | −20               |
| 14                 | Leung Bo Yee Pang Yao             | Hong Kong       | −20               | 0                 | −20               |
| 15                 | Yumi Kajihara Kisato Nakamura     | Japon           | −40               | 0                 | −40               |
| 16                 | Wang Xiaofei Liu Jiali            | Chine           | −40               | 0                 | −40               |
| –                  | Amy Cure Annette Edmondson        | Australie       | N'ont pas terminé | N'ont pas terminé | N'ont pas terminé |
| –                  | Palina Pivavarava Ina Savenka     | Biélorussie     | N'ont pas terminé | N'ont pas terminé | N'ont pas terminé |

#### Scratch
Kirsten Wild remporte au sprint son troisième titre mondial sur l'épreuve.
| Pos                | Nom                 | Pays            | Tours |
| ------------------ | ------------------- | --------------- | ----- |
| Médaille d'or      | Kirsten Wild        | Pays-Bas        |       |
| Médaille d'argent  | Jennifer Valente    | États-Unis      |       |
| Médaille de bronze | Maria Martins       | Portugal        |       |
| 4                  | Laura Kenny         | Grande-Bretagne |       |
| 5                  | Martina Fidanza     | Italie          |       |
| 6                  | Olivija Baleišytė   | Lituanie        |       |
| 7                  | Anita Stenberg      | Norvège         |       |
| 8                  | Irene Usabiaga      | Espagne         |       |
| 9                  | Victoire Berteau    | France          |       |
| 10                 | Alžbeta Bačíková    | Slovaquie       |       |
| 11                 | Alexandra Manly     | Australie       |       |
| 12                 | Palina Pivavarava   | Biélorussie     |       |
| 13                 | Łucja Pietrzak      | Pologne         |       |
| 14                 | Aline Seitz         | Suisse          |       |
| 15                 | Amber Joseph        | Barbade         |       |
| 16                 | Lena Reißner        | Allemagne       |       |
| 17                 | Kateřina Kohoutková | Tchéquie        |       |
| 18                 | Rinata Sultanova    | Kazakhstan      |       |
| 19                 | Anastasia Chulkova  | Russie          |       |
| 20                 | Huang Zhilin        | Chine           |       |
| 21                 | Lydia Gurley        | Irlande         |       |
| 22                 | Kie Furuyama        | Japon           |       |
| 23                 | Verena Eberhardt    | Autriche        |       |

#### Omnium
- Course aux points et classement final[58]

| Pos                | Nom                 | Pays             | Points au tour    | Points au sprint  | Total             |
| ------------------ | ------------------- | ---------------- | ----------------- | ----------------- | ----------------- |
| Médaille d'or      | Yumi Kajihara       | Japon            | 0                 | 7                 | 121               |
| Médaille d'argent  | Letizia Paternoster | Italie           | 0                 | 15                | 109               |
| Médaille de bronze | Daria Pikulik       | Pologne          | 0                 | 14                | 100               |
| 4                  | Maria Martins       | Portugal         | 0                 | 4                 | 92                |
| 5                  | Jennifer Valente    | États-Unis       | 0                 | 11                | 85                |
| 6                  | Amalie Dideriksen   | Danemark         | 0                 | 9                 | 85                |
| 7                  | Kirsten Wild        | Pays-Bas         | 0                 | 7                 | 83                |
| 8                  | Jolien D'Hoore      | Belgique         | 0                 | 0                 | 82                |
| 9                  | Anita Stenberg      | Norvège          | 0                 | 6                 | 66                |
| 10                 | Wang Xiaofei        | Chine            | 0                 | 0                 | 64                |
| 11                 | Tatsiana Sharakova  | Biélorussie      | 0                 | 7                 | 63                |
| 12                 | Laura Kenny         | Grande-Bretagne  | 0                 | 12                | 60                |
| 13                 | Lydia Boylan        | Irlande          | 0                 | 2                 | 58                |
| 14                 | Georgia Baker       | Australie        | −20               | 0                 | 56                |
| 15                 | Clara Copponi       | France           | 0                 | 1                 | 55                |
| 16                 | Holly Edmondston    | Nouvelle-Zélande | 0                 | 1                 | 36                |
| 17                 | Lee Sze Wing        | Hong Kong        | 0                 | 0                 | 34                |
| 18                 | Andrea Waldis       | Suisse           | 0                 | 0                 | 34                |
| 19                 | Olga Zabelinskaya   | Ouzbékistan      | 0                 | 2                 | 28                |
| 20                 | Rinata Sultanova    | Kazakhstan       | −20               | 0                 | −16               |
| 21                 | Olivija Baleišytė   | Lituanie         | −80               | 0                 | −52               |
| –                  | Allison Beveridge   | Canada           | N'ont pas terminé | N'ont pas terminé | N'ont pas terminé |
| –                  | Lizbeth Salazar     | Mexique          | N'ont pas terminé | N'ont pas terminé | N'ont pas terminé |
| –                  | Huang Ting-ying     | Taipei chinois   | N'ont pas terminé | N'ont pas terminé | N'ont pas terminé |

## Tableau des médailles
| Rang  | Nation           | Or | Argent | Bronze | Total |
| ----- | ---------------- | -- | ------ | ------ | ----- |
| 1     | Pays-Bas         | 6  | 2      | 1      | 9     |
| 2     | Allemagne        | 4  | 1      | 3      | 8     |
| 3     | États-Unis       | 2  | 3      | 0      | 5     |
| 4     | Danemark         | 2  | 0      | 0      | 2     |
| 5     | Italie           | 1  | 2      | 3      | 6     |
| 6     | France           | 1  | 2      | 2      | 5     |
| 7     | Grande-Bretagne  | 1  | 2      | 1      | 4     |
| 8     | Nouvelle-Zélande | 1  | 2      | 0      | 3     |
| 9     | Japon            | 1  | 1      | 0      | 2     |
| 10    | Biélorussie      | 1  | 0      | 0      | 1     |
| 11    | Australie        | 0  | 1      | 2      | 3     |
| 12    | Espagne          | 0  | 1      | 1      | 2     |
| 13    | Corée du Sud     | 0  | 1      | 0      | 1     |
| 13    | Mexique          | 0  | 1      | 0      | 1     |
| 13    | Russie           | 0  | 1      | 0      | 1     |
| 16    | Malaisie         | 0  | 0      | 2      | 2     |
| 17    | Chine            | 0  | 0      | 1      | 1     |
| 17    | Hong Kong        | 0  | 0      | 1      | 1     |
| 17    | Norvège          | 0  | 0      | 1      | 1     |
| 17    | Pologne          | 0  | 0      | 1      | 1     |
| 17    | Portugal         | 0  | 0      | 1      | 1     |
| Total | Total            | 20 | 20     | 20     | 60    |